# Романтична комедија
Романтична комедија (такође позната као ромком или ром-ком) је поджанр комедије и животно сличне фикције, фокусира на весео, духовит став усмерени на романтичне идеје, као што је како права љубав је у стању да савлада већину препрека.